# Hanna Grobler
Hanna Mikkonen-Grobler (née le 15 janvier 1981 à Ruovesi) est une athlète finlandaise, spécialiste du saut en hauteur.

## Carrière
Son meilleur concours est de 1,92 m à Tampere le 12 juin 2005.

## Palmarès
| Date | Compétition           | Lieu     | Résultat | Marque |
| ---- | --------------------- | -------- | -------- | ------ |
| 2005 | Championnats du monde | Helsinki | qual.    | 1,80 m |
| 2009 | Championnats du monde | Berlin   | qual.    | 1,89 m |